# 空に歌えば
「空に歌えば」（そらにうたえば、Singin' to the Sky）は、amazarashiの楽曲。2017年9月6日にソニー・ミュージックアソシエイテッドレコーズから4枚目のシングルとして発売された。楽曲は、読売テレビ・日本テレビ系アニメ『僕のヒーローアカデミア』第2期 第2クールオープニングテーマとして書き下ろされた。

## 概要
前作『命にふさわしい』から約半年ぶりのシングル。
表題曲は、読売テレビ・日本テレビ系アニメ『僕のヒーローアカデミア』第2期 第2クールオープニングテーマとして書き下ろされた楽曲である。
初回限定盤A（All For One盤）、初回限定盤B（One For All盤）、通常盤の3形態での発売となり、初回限定盤Aにはライブツアー『メッセージボトル』の一部ライブ映像及びアニメのノンクレジットオープニングムービーを収録したDVDとラバーバンドが、初回限定盤Bには「『僕のヒーローアカデミア』TCGスペシャルカードamazarashi / 空に歌えばEDITION」とラバーバンドがそれぞれ付属する。また、初回限定盤Aと通常盤には「空に歌えば -instrumental-」が収録されているが、初回限定盤Bでは「空に歌えば –TV edit.-」に置き換わっている。
2017年7月29日より「空に歌えば –TV edit.-」が先行配信されている。またライブツアー『メッセージボトル』の最終公演として、8月13日に青森県のリンクモア平安閣市民ホールにて行われた初の凱旋ライブでは、表題曲「空に歌えば」のフルバージョンが初披露された。
8月25日に先行配信が開始され、9月1日には地元青森や凱旋ライブなどの映像を収めたミュージックビデオが公開された。

## 収録曲
| 全作詞・作曲: 秋田ひろむ。 |                               |            |            |      |
| #                          | タイトル                      | 作詞       | 作曲・編曲 | 時間 |
| 1.                         | 「空に歌えば」                | 秋田ひろむ | 秋田ひろむ | 3:38 |
| 2.                         | 「月光、街を焼く」            | 秋田ひろむ | 秋田ひろむ | 2:23 |
| 3.                         | 「たられば」                  | 秋田ひろむ | 秋田ひろむ | 6:02 |
| 4.                         | 「たられば -acoustic ver.-」  | 秋田ひろむ | 秋田ひろむ | 6:13 |
| 5.                         | 「空に歌えば -instrumental-」 | 秋田ひろむ | 秋田ひろむ | 3:38 |
| 合計時間:                  | 合計時間:                     | 21:54      |            |      |

| 全作詞・作曲: 秋田ひろむ。 |                              |            |            |      |
| #                          | タイトル                     | 作詞       | 作曲・編曲 | 時間 |
| 1.                         | 「空に歌えば」               | 秋田ひろむ | 秋田ひろむ | 3:38 |
| 2.                         | 「月光、街を焼く」           | 秋田ひろむ | 秋田ひろむ | 2:23 |
| 3.                         | 「たられば」                 | 秋田ひろむ | 秋田ひろむ | 6:02 |
| 4.                         | 「たられば -acoustic ver.-」 | 秋田ひろむ | 秋田ひろむ | 6:13 |
| 5.                         | 「空に歌えば -TV edit.-」    | 秋田ひろむ | 秋田ひろむ | 1:30 |
| 合計時間:                  | 合計時間:                    | 19:46      |            |      |

| #  | タイトル           | 作詞 | 作曲・編曲 |
| -- | ------------------ | ---- | ---------- |
| 1. | 「ヨクト」         |      |            |
| 2. | 「少年少女」       |      |            |
| 3. | 「命にふさわしい」 |      |            |

## チャート成績
| チャート (2017年)                     | 最高位 |
| ------------------------------------- | ------ |
| 日本 (Japan Hot 100)                  | 7      |
| Japan Hot Animation (Billboard JAPAN) | 2      |
| 日本 (オリコン)                       | 13     |
| 日本 (オリコンアニメシングル)         | 4      |

## 緑黄色社会によるカバー
緑黄色社会は、2020年2月19日に発売されたシングル『Shout Baby』のカップリング曲として「空に歌えば」をカバー。これまで自身の企画などでカバーすることはあったが、カバー曲の音源化は緑黄色社会にとって初の例となった。本作のカバーは、『僕のヒーローアカデミア』の過去のタイアップ曲からカバー曲をやろうという話になったときに、長屋晴子が「男性ヴォーカルの曲をやってみたい」と言ったことがきっかけとなっている。
カバー・バージョンのアレンジはsoundbreakersと穴見真吾によるもので、完コピした後に「緑黄色社会印ってなんなんだろう」と考え、個々の楽器に焦点を当てて決められた。穴見はpeppeは小さい頃からやってきたクラシカルなピアノというものがあって、壱誓はいい意味でギタリストらしくないアプローチのギターが今まで多かったので、一風変わった単音の使い方とか、カッティングの入れ方をしてみたり、僕は速い8ビートとかでゴリゴリ弾くのが好きなので、それが生かせるフレーズにしたりしましたねと説明している。カバーにあたって、キーがボーカルの長屋に合わせて変更されているほか、サウンド面ではピアノとドラムが前面に出されている。
緑黄色社会によるカバー・バージョンについて、『Skream!』の高橋美穂は鋭利なヒリつきはリスペクトとして残すように、スケール感たっぷりにカバー。リョクシャカのコアが見えると評している。
2月9日にLINE LIVEで配信されたスタジオライブ『奏でた音の行方 vol.3』で演奏され、当時のライブ映像が2月19日にYouTubeで公開された。

### クレジット
※出典
緑黄色社会
- 長屋晴子 – Vocal & Guitar
- 小林壱誓 – Guitars & Chorus
- peppe – Keyboards & Chorus
- 穴見真吾 – Bass & Chorus

追加ミュージシャン
- 比田井修 – Drums
- soundbreakers – Programming

レコーディング・スタッフ
- 村上宣之 – Recording & Mixing
- 滝口 "Tucky" 博達 – Mastering